# Kevin Kaminski
Pour les articles homonymes, voir Kaminski.
Kevin S. Kaminski (né le 13 mars 1969 à Churchbridge, dans la province de la Saskatchewan au Canada) est un joueur professionnel canadien de hockey sur glace.

## Carrière de joueur
Sélectionné par les North Stars du Minnesota en 1987, il continue de jouer avec les Blades de Saskatoon jusqu'en 1988-1989 où il participe aussi à la Coupe Memorial. Après ce tournoi, il rejoint les North Stars pour une partie. Au cours de l'été qui suivit, il passe aux mains des Nordiques de Québec en retour de Gaétan Duchesne.
Il ne joue que six parties avec le club québécois étant plus souvent qu'autrement laissé au club-école, les Citadels d'Halifax. À l'été 1993, il prend la direction de la capitale américaine. Il ne joue que 13 parties lors de sa première saison avec les Capitals, jouant le reste avec les Pirates de Portland avec lesquels il remporte la coupe Calder au terme de la saison. Il s'impose finalement dans la Ligue nationale de hockey la saison suivante et garde son poste deux autres saisons. En 1997-98, il s'aligne toute la saison avec les Pirates.
En 1998-99, il revient jouer dans la Ligue internationale de hockey avec le Thunder de Las Vegas. Cette saison est sa dernière complète. Lors de la saison qui suivit, il se blesse sérieusement à la tête le 20 novembre 1999. Cette blessure le tint à l'écart pour le reste de la saison.
Le 24 août 2000, il confirme sa retraite en tant que joueur et annonce qu'il se joint aux Mighty Ducks de Cincinnati en tant qu'assistant entraîneur. Après deux saisons à ce poste, il devient entraîneur chef des Ice Dogs de Long Beach de la West Coast Hockey League. Depuis, il dirigea plusieurs autres clubs de ligues mineures. Il occupe ensuite ce poste avec les RiverKings du Mississippi de la Ligue centrale de hockey. Il est aussi le directeur général de l'équipe.

## Statistiques
| Saison     | Équipe                   | Ligue          |     | Saison régulière | Saison régulière | Saison régulière | Saison régulière | Saison régulière |   | Séries éliminatoires | Séries éliminatoires | Séries éliminatoires | Séries éliminatoires | Séries éliminatoires |
| Saison     | Équipe                   | Ligue          | PJ  | B                | A                | Pts              | Pun              | PJ               | B | A                    | Pts                  | Pun                  |                      |                      |
| 1984-1985  | Blades de Saskatoon      | LHOu           | 5   | 0                | 1                | 1                | 17               | -                | - | -                    | -                    | -                    |                      |                      |
| 1985-1986  | Blazers de Saskatoon     | SMHL           | 32  | 39               | 64               | 103              | 106              | -                | - | -                    | -                    | -                    |                      |                      |
| 1985-1986  | Blades de Saskatoon      | LHOu           | 4   | 1                | 1                | 2                | 35               | 2                | 0 | 0                    | 0                    | 5                    |                      |                      |
| 1986-1987  | Blades de Saskatoon      | LHOu           | 67  | 26               | 44               | 70               | 325              | 11               | 5 | 6                    | 11                   | 45                   |                      |                      |
| 1987-1988  | Blades de Saskatoon      | LHOu           | 55  | 38               | 61               | 99               | 247              | 10               | 5 | 7                    | 12                   | 37                   |                      |                      |
| 1988-1989  | Blades de Saskatoon      | LHOu           | 52  | 25               | 43               | 68               | 199              | 8                | 4 | 9                    | 13                   | 25                   |                      |                      |
| 1989       | Blades de Saskatoon      | Coupe Memorial | -   | -                | -                | -                | -                | 4                | 0 | 4                    | 4                    | 9                    |                      |                      |
| 1988-1989  | North Stars du Minnesota | LNH            | 1   | 0                | 0                | 0                | 0                | -                | - | -                    | -                    | -                    |                      |                      |
| 1989-1990  | Citadels d'Halifax       | LAH            | 19  | 3                | 4                | 7                | 128              | 2                | 0 | 0                    | 0                    | 5                    |                      |                      |
| 1989-1990  | Nordiques de Québec      | LNH            | 1   | 0                | 0                | 0                | 0                | -                | - | -                    | -                    | -                    |                      |                      |
| 1990-1991  | Citadels d'Halifax       | LAH            | 7   | 1                | 0                | 1                | 44               | -                | - | -                    | -                    | -                    |                      |                      |
| 1990-1991  | Komets de Fort Wayne     | LIH            | 56  | 9                | 15               | 24               | 455              | 19               | 4 | 2                    | 6                    | 169                  |                      |                      |
| 1991-1992  | Citadels d'Halifax       | LAH            | 63  | 18               | 27               | 45               | 329              | -                | - | -                    | -                    | -                    |                      |                      |
| 1991-1992  | Nordiques de Québec      | LNH            | 5   | 0                | 0                | 0                | 45               | -                | - | -                    | -                    | -                    |                      |                      |
| 1992-1993  | Citadels de Halifax      | LAH            | 79  | 27               | 37               | 64               | 345              | -                | - | -                    | -                    | -                    |                      |                      |
| 1993-1994  | Pirates de Portland      | LAH            | 39  | 10               | 22               | 32               | 263              | 16               | 4 | 5                    | 9                    | 91                   |                      |                      |
| 1993-1994  | Capitals de Washington   | LNH            | 13  | 0                | 5                | 5                | 87               | -                | - | -                    | -                    | -                    |                      |                      |
| 1994-1995  | Pirates de Portland      | LAH            | 34  | 15               | 20               | 35               | 292              | -                | - | -                    | -                    | -                    |                      |                      |
| 1994-1995  | Capitals de Washington   | LNH            | 27  | 1                | 1                | 2                | 102              | 5                | 0 | 0                    | 0                    | 36                   |                      |                      |
| 1995-1996  | Capitals de Washington   | LNH            | 54  | 1                | 2                | 3                | 164              | 3                | 0 | 0                    | 0                    | 16                   |                      |                      |
| 1996-1997  | Capitals de Washington   | LNH            | 38  | 1                | 2                | 3                | 130              | -                | - | -                    | -                    | -                    |                      |                      |
| 1997-1998  | Pirates de Portland      | LAH            | 40  | 8                | 12               | 20               | 242              | 8                | 2 | 1                    | 3                    | 69                   |                      |                      |
| 1998-1999  | Thunder de Las Vegas     | LIH            | 39  | 7                | 10               | 17               | 217              | -                | - | -                    | -                    | -                    |                      |                      |
| 1999-2000  | Bruins de Providence     | LAH            | 5   | 0                | 2                | 2                | 17               | -                | - | -                    | -                    | -                    |                      |                      |
| 1999-2000  | Solar Bears d'Orlando    | LIH            | 5   | 0                | 0                | 0                | 9                | -                | - | -                    | -                    | -                    |                      |                      |
| Totaux LNH | Totaux LNH               | Totaux LNH     | 139 | 3                | 10               | 13               | 528              | 8                | 0 | 0                    | 0                    | 52                   |                      |                      |

## Statistiques de roller-hockey
| Saison | Équipe                             | Ligue |    | PJ | B  | A  | Pts | Pun |
| 1994   | Stingers de la Nouvelle-Angleterre | RHI   | 13 | 16 | 30 | 46 | 30  |     |